# 2000 Light Years from Home
Singles de The Rolling Stones
In Another Land
(1967) Jumpin' Jack Flash
(1968)
Singles des Rolling Stones (1991)
Almost Hear You Sigh (UK) / Terrifying (US)
(1990) Ruby Tuesday (Live)
(1991)
Pistes de Their Satanic Majesties Request
Gomper
(8) On With the Show
(10)
2000 Light Years from Home est une chanson du groupe de rock britannique The Rolling Stones parue sur l'album Their Satanic Majesties Request en décembre 1967. Écrite par Mick Jagger et Keith Richards, la chanson apparait également comme la face B du single américain She's a Rainbow et a connu une sortie en face A de single en Allemagne de l'Ouest l'année suivante (avec She's a Rainbow en face B).
Elle a été reprise par The Danse Society, Grave Digger, Monster Magnet, Rachael Yamagata, Colonel Les Claypool's Fearless Flying Frog Brigade et Cary Grace (en) et Black Maria

## Historique et description
Mick Jagger aurait écrit les paroles dans la prison de Brixton après sa condamnation pour trafic de drogue en juin 1967. La chanson a été enregistrée par le groupe aux studios Olympic de juillet à septembre 1967. Le titre provisoire de l'accompagnement instrumental était Toffee Apple. Brian Jones effectue un accompagnement de premier plan sur le mellotron qui accompagne la guitare de Keith Richards.

## Interprétation en concert
Jamais jouée en concert auparavant, la chanson est interprétée régulièrement sur scène lors des tournées Steel Wheels / Urban Jungle en 1989 et 1990. Elle est jusqu'en 1997 la seule chanson de l'album à être jouée en concert (jusqu'à l'apparition de She's a Rainbow dans le répertoire scénique du groupe à ce moment-là). Pour la première fois en 23 ans, les Rolling Stones ont joué 2000 Light Years from Home le 29 juin 2013 au festival de Glastonbury.
Un enregistrement en concert issu de la tournée Urban Jungle apparait en face B du single Highwire, sorti en 1991. Ce single marque la dernière apparition du bassiste Bill Wyman avant son départ.

## Personnel
Selon les auteurs Philippe Margotin et Jean-Michel Guesdon, sauf mention contraire :
- Mick Jagger : chant, maracas
- Keith Richards : chœurs, guitare, basse saturée[5]
- Brian Jones : Mellotron, dulcimer électrique
- Bill Wyman : basse, oscillateur[5]
- Charlie Watts : batterie

Personnel additionnel
- Nicky Hopkins : piano
- Eddie Kramer : claves[note 1].
- Chanteuses non identifiées : chœurs[note 2].

## Classements
| Classements (1968)           | Meilleure position |
| ---------------------------- | ------------------ |
| Allemagne (Media Control AG) | 5                  |